# لویی انزلی
لویی انزلی (انگلیسی: Louie Annesley؛ زادهٔ ۳ مهٔ ۲۰۰۰) بازیکن فوتبال اهل بریتانیا است.
از باشگاه‌هایی که در آن بازی کرده‌است می‌توان به باشگاه فوتبال بارنت اشاره کرد.
وی همچنین در تیم‌های ملی فوتبال Gibraltar national under-16 football team, Gibraltar national under-17 football team, Gibraltar national under-19 football team، زیر ۲۱ سال جبل‌الطارق، و جبل‌الطارق بازی کرده‌است.